# Belleza revelada
Belleza revelada (en inglés Beauty Revealed) es un autorretrato en miniatura de la artista estadounidense Sarah Goodridge, pintado en 1828 con acuarela sobre un pedazo de marfil. Representa los pechos descubiertos de la artista rodeados por un trozo de tela de color pálido, y tiene unas medidas de 6,7 x 8 cm. Goodridge tenía cuarenta años de edad cuando terminó la miniatura. La obra representa unos pechos que parecen estar imbuidos de un «equilibrio, palidez y flotabilidad» por la armonía que se aprecia en la luz, el color y el equilibrio. La tela pintada que los rodea consigue centrar la visión del espectador en ellos, y «hace que el resto del cuerpo sea borrado del pensamiento».
Goodridge regaló el retrato al estadista Daniel Webster, quien era posiblemente su amante, tras la muerte de su esposa; pudo haber tenido la intención de provocarlo para conseguir que se casara con ella. Aunque Webster contrajo matrimonio con otra persona, su familia mantuvo el retrato en propiedad hasta la década de 1980, cuando fue subastado en la sala Christie's y adquirido un año después por Gloria y Richard Manney. El matrimonio donó o vendió las miniaturas de su colección de arte, incluyendo la Belleza revelada, al Museo Metropolitano de Arte de Nueva York en el año 2006.

## Descripción y contexto
Belleza revelada es un autorretrato realizado por Sarah Goodridge, que se representa a sí misma por unos pechos al descubierto, con pezones rosados, en uno de los cuales se aprecia una peca o también llamada «marca de belleza». Están pintados con una sutil gradación del color, con lo que se consigue un efecto tridimensional. A pesar de que Goodridge tenía cuarenta años cuando pintó esta miniatura, de acuerdo con la crítica de arte Chris Packard sus pechos parecen más jóvenes, con un «equilibrio, palidez, y flotabilidad», que está imbuida, en parte, por la armonía de la luz, el color, y el equilibrio que la artista puso en su realización. Los senos están enmarcados por un tejido de color pálido, que refleja la luz.
La pintura de 6,7 x 8 cm, originariamente había sido instalada en un soporte de papel que tenía la fecha de «1828» marcada en el reverso. El trabajo es una pintura de acuarela sobre marfil, lo suficientemente delgada para que la luz brille a través y por lo tanto permitir que los pechos representados tengan «resplandor». Este medio era común para las miniaturas americanas, pero en este caso también sirvió como un símil para la carne representada sobre el marfil.
La obra se finalizó durante un período de gran popularidad de los retratos en miniatura, un medio que había sido introducido en los Estados Unidos a finales del siglo XVIII. En el momento en que Goodridge completó su autorretrato, estaban aumentando en complejidad y viveza. El Heilbrunn Timeline of Art History describe la Belleza revelada como un juego de las «miniaturas de ojos» que eran entonces populares como muestras de afecto en Inglaterra y Francia, pero no común en los Estados Unidos. Estas miniaturas de ojos permitían llevar retratos en miniatura -de los ojos- de seres queridos por sus pretendientes sin revelar la identidad de los retratados.

## Historia
Goodridge fue una prolífica artista de Boston en los retratos de miniaturas que había estudiado con Gilbert Stuart y Elkanah Tisdale. Tuvo una larga amistad con Daniel Webster, un político que fue senador de Massachusetts en 1827. Webster le envió más de cuarenta cartas entre 1827 y 1851, y con el tiempo, sus escritos hacia ella se hicieron cada vez más familiares; sus últimas cartas estaban dirigidas a «Mi querida y buena amiga», lo que estaba fuera de la expresión normal en aquella época. Ella, por su parte, le retrató más de una docena de veces, y dejó su ciudad natal de Boston para visitarlo en Washington D. C. al menos dos veces, una vez en 1828 tras la muerte de su primera esposa, y de nuevo en 1841-1842, cuando Webster se separó de su segunda esposa.
La artista completó Belleza revelada en 1828, probablemente copiándose de un espejo. Varios trabajos han sido citados como posibles fuentes de inspiración, entre ellos el de John Vanderlyn Ariadna dormida en la isla de Naxos y, de Horatio Greenough, la escultura de Venus Victrix. La pintora envió su retrato a Webster cuando se quedó viudo, y, en función de su formato de miniatura, es probable que lo destinara únicamente para «sus ojos». El crítico de arte estadounidense John Updike sugiere que la artista lo concibió para ofrecerse a Webster; escribió que los pechos desnudos parecen decir «Son suyos para tomar, en toda su belleza de marfil, con la ternura de sus pezones punteados». Sin embargo, Webster se casó con otra mujer más rica.
Después de la muerte de Webster, la obra continuó siendo propiedad de su familia, junto con otro autorretrato que Goodridge le había enviado. La pintura fue finalmente subastada a través de la sala Christie's, con un precio de salida de 15.000 dólares, y estuvo situada en la Alexander Gallery de Nueva York a finales de ese año, antes de ser comprada por los coleccionistas de Nueva York Gloria Manney y su marido Richard. La pareja incluyó la miniatura en la exposición «Tokens of Affection: The Portrait Miniature in America» en 1991, que recorrió el Museo Metropolitano de Arte (MET) de Nueva York, el Museo Smithsoniano de Arte Americano en Washington D. C. y el Instituto de Arte de Chicago.
La obra fue una de los más de trescientos retratos en miniatura compilados por la pareja coleccionista, que se donaron al MET en 2006, como parte de un contrato de regalo / compra de su colección. Carrie Rebora Barratt y Lori Zabar del Met describen el autorretrato de Goodridge como la más convincente de las miniaturas «extrañas y maravillosas» realizadas por artistas de menor importancia de la colección. Dos años más tarde, Belleza revelada fue incluida en una exposición retrospectiva, The Philippe de Montebello Years: Curators Celebrate Three Decades of Acquisitions, que exhibieron obras adquiridas bajo el mandato del director del Met, Philippe de Montebello, al jubilarse. Holland Cotter, del The New York Times, destacó el autorretrato de Goodridge y lo describió como «notable». En 2009, las autoras Jane Kamensky y Jill Lepore se inspiraron en Belleza revelada para su novela Blindspot, así como en otros cuadros, por ejemplo Muchacho con una ardilla de John Singleton Copley.

## Análisis
El historiador de arte Dale Johnson describe la Belleza revelada como «sorprendentemente realista», demostrativo de la capacidad de Goodridge para retratar las luces y sombras matizadas. Utilizó el punteado y el rayado en la creación de la pintura para conseguir su delicadeza. Los escritores de la revista Antigüedades Randall L. Holton y Charles A. Gilday dijeron en 2012 que la pintura continuaba representando algo que evoca un «escalofrío de la posibilidad erótica».
Packard escribió que la pintura sirvió como una especie de sinécdoque visual, que representa la totalidad de Goodridge a través de sus pechos. A diferencia del autorretrato de 1845 y el no-erotizado de 1830, se encontró con esta obra la «Goodridge de vanguardia» y con su «demanda de atención». Argumentando que la ropa que rodea los pechos sirve para indicar una actuación -similar a las cortinas de un vodevil-, Packard describe los ojos del espectador que se centran en los pechos, mientras que el resto del cuerpo se borra y es abstraído. Todo esto, afirmó la escritora, junto con otros movimientos contemporáneos, desafió a los estereotipos sobre la mujer recatada del siglo XIX, a salir de su casa.